# Tomosvaryella agnesea
Tomosvaryella agnesea är en tvåvingeart som beskrevs av Hardy 1940. Tomosvaryella agnesea ingår i släktet Tomosvaryella och familjen ögonflugor. Inga underarter finns listade i Catalogue of Life.